# Augusta de Saxe-Meiningen
Augusta Louise Adélaïde Caroline Ida de Saxe-Meiningen (6 août 1843 – 11 novembre 1919) est la fille de Bernard II de Saxe-Meiningen (1800-1882) et de son épouse la princesse Marie-Frédérique de Hesse-Cassel (1804-1888). 
Elle est la mère d'Ernest II de Saxe-Altenbourg.

## Famille
Augusta est la seule fille de Bernard II de Saxe-Meiningen, son frère est Georges II de Saxe-Meiningen-Hildburghausen, de dix-sept ans son aîné, qui succède à leur père en 1866. 
Malgré leur grande différence d'âge, ils semblent avoir une bonne relation. Il est un grand amateur de théâtre ; en 1856, il écrit à ses parents indiquant combien il est heureux qu'Augusta ait été autorisée à fréquenter le théâtre et que leur mère soit plus tolérante qu'elle ne l'avait été quand il était enfant, quand elle avait déclaré qu'aucun enfant de moins de treize ans ne devrait être autorisé dans un théâtre.

## Mariage
Le 15 octobre 1862, Augusta épouse Maurice-François de Saxe-Altenbourg (1829-1907). Il a quatorze ans de plus qu'elle, et est un des plus jeunes fils de Georges de Saxe-Altenbourg et de Marie-Louise de Mecklembourg-Schwerin. Ils ont cinq enfants :
- Marie-Anne de Saxe-Altenbourg (1864-1918), épouse en 1882 le prince Georges de Schaumbourg-Lippe (1846-1911)
- Élisabeth de Saxe-Altenbourg (1865-1927),  épouse en 1884 le grand-duc Constantin Constantinovitch de Russie (1858-1915)
- Marguerite-Marie de Saxe-Altenbourg (1867-1882)
- Ernest II de Saxe-Altenbourg (1871-1955), duc de Saxe-Altenbourg, épouse en 1898 Adélaïde de Schaumbourg-Lippe (1875-1971)
- Louise-Charlotte de Saxe-Altenbourg (1873-1953), épouse en 1895 le duc Édouard d'Anhalt (1861-1918)

## Distinctions
- 29 janvier 1884 : dame grand-croix de l'ordre de Sainte-Catherine
- Dame d'honneur de l'ordre de Thérèse
- Dame de l'ordre de la maison ernestine de Saxe